# Daybreak (ITV)
Daybreak fue un programa de noticias matinal británico, emitido por el canal de televisión ITV entre las 06:00 y las 08:30, que se  transmitió desde el 6 de septiembre de 2010 al 25 de abril de 2014 y presentado por Adrian Chiles, Christine Bleakley, John Stapleton y Kate Garraway (2010-2011), en los primeros meses de 2012 Dan Lobb sustituye a Chiles y de agosto del 2012 hasta su desaparición en 2014, el equipo de presentadores está formado por Aled Jones, Lorraine Kelly (que simultaneaba su presencia en su propio show, Lorraine), Kate Garraway, Matt Barbett, Stapleton y Ranvir Singh. 
En marzo de 2014 se anunció el fin definitivo del programa. En abril fue retirado de la emisión y reemplazado por Good Morning Britain, programa que continúa siendo emitido en el mismo horario que ocupaba Daybreak.

## Historia
La decisión de reemplazar GMTV con Daybreak (Amanecer) fue seguida por la adquisición completa de la compañía del mismo nombre por ITV plc.  En las semanas siguientes a su lanzamiento, el programa fue objeto de muchas críticas en la prensa y sufrió bajas calificaciones. Este inconveniente, sumado a la poca popularidad de sus figuras, lo llevó lentamente a su fin, siendo reemplazado por un nuevo show matutino.

## Primera edición
La primera edición de Daybreak se transmitió el 6 de septiembre de 2010 con los presentadores Adrien Chiles y Christine Bleakley enseñando a los espectadores el nuevo set y admirando la vista desde la ventana. Incluyó una entrevista con Tony Blair y una historia principal de John Stapleton sobre el colapso del club de ahorro navideño Farepak en 2006. Se transmitieron vistas de lugares regionales en todo el Reino Unido, así como un recorrido por el estudio. La prensa ofreció una recepción mixta a la primera edición Transición de ITV Breakfast a ITV Studios
En marzo de 2011, ITV anunció que incorporaría Daybreak en su operación ITV News como parte de una construcción de la gestión. En julio de ese año, se anunció que ITV Studios se haría cargo de la producción de los espacios, junto con el programa hermano Lorraine.

## Transición de ITV Breakfast a ITV Studios
En marzo de 2011, ITV anunció que incorporaría Daybreak en su operación ITV News como parte de una construcción de la gestión. En julio de ese año, se anunció que ITV Studios se haría cargo de la producción de los espacios, junto con el programa hermano Lorraine. 

## Formato
Daybreak es un programa matutino. Está compuesto por noticias, secciones de espectáculos, entrevistas y artículos relativos al estilo de vida y la salud, con informes desde distintos lugares del Reino Unido. El programa se emite normalmente de lunes a viernes, de 06:00 a 8:30, aunque durante las épocas navideñas suele ir de 07:00 a 08:30.
- Noticias

El boletín de las 06:00, 07:00 y 08:00 es presentado por Lucy Watson  con los titulares a las 06:30, 07:30 y 09:00 en el programa de Lorraine. Los reportajes son presentados por los reporteros especializados.
- El Tiempo y Noticias Regionales

El boletín del tiempo nacional es presentado por Lucy Verasamy a las 06:25, 06:55, 07:25, 07:55 y 08:25. Las noticias, el tiempo y el tráfico de las regiones del ITV son presentados a las 6:15, 7:15 y 8:15 de equipos regionales por todo el Reino Unido
- Deporte

Un boletín de los deportes es presentado por Gavin Ramjaun después de los titulares a las 06:30 y 07:30
- In the mix

Desde noviembre de 2010, después del boletín de las noticias a las 06:08 y 07:08 hay una discusión de las noticias del día, entretenimiento y noticias de salud y una revisión de los periódicos, que se refiere como "In the Mix" (En la Mezcla). Los presentadores son acompañados por los editores y expertos del equipo de Daybreak como Sue Jameson, el Dr. Hillary Jones, Kate Garraway y Steve Hargrave. A veces Sue Jameson trae una tarta hecha en casa.
- Something Cool before the Kids go to School

(En español, "Algo divertido antes de que los niños vayan al colegio"). A las 7:50 hay una sección de daybreak donde aparece un famoso, algo de interés para los niños, algo de entretenimiento.
- Conexión con Lorraine

Hay una vista previa de Lorraine (ITV) en torno a 8:10 donde Dan y Kate (presentadores de Daybreak) cuentan a Lorraine (presentadora de Lorraine) lo que va a pasar en su programa. Los viernes y durante las vacaciones escolares, Dan y Kate ponen al corriente a una presentadora invitada (Helen Fospero o Nadia Sawalha).